# La Lima, Querétaro Arteaga
La Lima är en ort i Mexiko.   Den ligger i kommunen Landa de Matamoros och delstaten Querétaro Arteaga, i den centrala delen av landet, 200 km norr om huvudstaden Mexico City. La Lima ligger 1 281 meter över havet och antalet invånare är 139.
Terrängen runt La Lima är bergig åt sydost, men åt nordväst är den kuperad. Runt La Lima är det ganska glesbefolkat, med 42 invånare per kvadratkilometer. Närmaste större samhälle är El Humo, 1,2 km nordväst om La Lima. I omgivningarna runt La Lima växer huvudsakligen savannskog.